# Экономика Черниговской области
Бюджет Черниговской области на 2016 год составил 3 млрд гривен.

## Промышленность
Чернигов, Нежин, Прилуки и Бахмач — главные промышленные центры области. Машиностроение, химическая, деревообрабатывающая, лёгкая и пищевая — ведущие отрасли экономики. По производству мяса и молока на душу населения на 2000 г. Черниговская область входит в первую пятёрку. На крайнем западе и местами на севере расположены леса (20 % земельного фонда). Через территорию области проходит Днепровско-Донецкая нефтегазоносная область.
| Минеральный ресурс | Месторождения                           |
| ------------------ | --------------------------------------- |
| Нефть              | Прилуцкое, Матлаховское, Ромашовское    |
| Нефтегазоконденсат | Скороходовское, Леляковское, Гнединское |
| Газоконденсат      | Талалаевское, Николаевское              |
| Торф               | Замглайское                             |
| Песок кварцевый    | Папирнянское                            |
| Мел                | Новгород-Северское                      |
| Глина              | Новгород-Северское                      |

Основные предприятия области:
- ЗАО пивкомбинат «Десна» — предприятие пищевой промышленности Украины, занятое в сфере производства и реализации пива. Расположено в городе Чернигове.
- Ичнянский молочно-консервный комбинат — предприятие пищевой промышленности Украины с мощным производственным комплексом, расположенным в городе Ичня.
- Нежинский консервный завод — предприятие по переработке овощной продукции в городе Нежине Черниговской области; выпускает продукцию под ТМ «Нежин».
- Нифар — предприятие по производству лакокрасочной продукции и бытовой химии.
- НПК «Прогресс» — предприятие оборонно-промышленного комплекса (ОПК) Украины. Специализируется на разработке и производстве сложных оптических, оптико-электронных и оптико-механических приборов и гироскопических устройств, медицинской техники, тепловых насосов, теплообменных устройств, различных товаров народного потребления.
- ЗАО фирма «Северянка» — многопрофильное торгово-производственное предприятие, выпускающее спецодежду из резины. Расположено в Чернигове.
- Чернигивнафтогаз — одно из ведущих предприятий топливно-энергетического комплекса Украины, которое входит в состав акционерного общества Укрнафта.
- Черниговоблэнерго — кампания, занимающиеся поставкой электроэнергии по регулируемым тарифам и передача ее местными электросетями 0,4 — 110 кВ.
- Черниговская ТЭЦ — обеспечивает электроэнергией Чернигов и сельскохозяйственные районы Черниговской области, обеспечивает паром промышленные предприятия и теплом коммунально-бытовых потребителей города.
- Черниговское Химволокно — одно из ведущих химических предприятий Украины.
- Черниговский автозавод — Черниговский Завод автозапчастей (АвтоЗАЗ).
- Черниговский речной порт — портовое предприятие на реке Десна, расположенный в областном центре городе Чернигове; крупнейший порт области.
- Завод продтоваров «Ясень» — завод продтоваров в Чернигове.

## Сельское хозяйство
Агропромышленный комплекс представлен: на севере, западе — мясо-молочное скотоводство, зерновое хозяйство, картофелеводство и льноводство; на юге, центре — мясо-молочное скотоводство, свиноводство, зерновое хозяйство и свекловодство. В аграрном комплексе преобладает растениеводство. Главные культуры: зерновые: озимая пшеница, рожь, ячмень, овёс, кукуруза, гречиха; технические: лён-долгунец, сахарная свекла; кормовые: кукуруза на силос и зелёный корм, люцерна, конюшина; овощные: морковь, столовая свекла, капуста, огурцы, томаты. Также развито садоводство и ягодоводство. Присутствуют рыболовство и пчеловодство.

## Транспорт и связь
Общая длина автомобильных дорог — 7222 км. Как транспортная артерия используется река Десна. В Чернигове есть региональный аэропорт. На территории области проходят магистральный газопровод Дашава-Москва и нефтепровод Гнединцы-Кременчуг. В области предоставляют услуги все мобильные операторы Украины — Киевстар, Лайф и МТС.

## Финансовые учреждения
По состоянию на 25.11.2019 в регионе функционирует 93 отделения, которые представлены 27 банками-юридическими лицами.
Список банков Чернигова (отделений — 93, банкоматов — 166):
- ПриватБанк
- А-Банк
- Ощадбанк
- Райффайзен банк Аваль
- ПУМБ
- Укрсиббанк